# Бульвар Шевченка (Запоріжжя)
Бульвар Тараса Шевченка — бульвар в центрі міста Запоріжжя, у Вознесенівському районі. Розташований перпендикулярно проспекту Соборному.

## Історія
Виник наприкінці 1940-х років, під час відбудови Запоріжжя після Другої світової війни. Проєктуванням займалися харківські архітектори, а закінчували вже запорізькі. Починалася вулиця від будівлі технікуму (нині — будівля Запорізької міської ради) та закінчувалася на березі річки Дніпро. У 1949 році названий на честь радянського партійного діяча, відомого запровадженням культурної доктрини Андрія Жданова. У 1963 році на березі річки Дніпро був намитий пісок і облаштований величезний міський пляж, який отримав назву за аналогією з проспектом — Ждановським.
26 січня 1989 року отримав сучасну назву. У період «розквіту перебудови» в Запоріжжі звернулися до коріння і згадали про Тараса Шевченка, на честь якого і був перейменований проспект Жданова в бульвар Шевченка, як данину пам'яті великому Кобзареві, який відвідав острів Хортицю й село Вознесенку.
Біля сучасного бульвару Шевченка за радянські часи був знятий кінофільм «Весна на Зарічній вулиці». Про цей фільм нагадує годинник на площі біля мерії міста. Щогодини грає мелодія «Коли весна прийде, не знаю». На бульварі облаштовані фонтани та дві скульптури — вчительці та сталевару.

## Інфраструктура
На бульварі Шевченка встановлено декілька пам'ятників.
У 1974 році, на честь радянських льотчиків, що брали участь у Другій світовій війні, було встановлено пам'ятник літаку МіГ-19, згодом, у 1997 році був замінений відновленим винищувачем часів Другої світової війни Ла-5.

Пам'ятник радянським льотчикам Запоріжжя на перетині бульвара Шевченка та вулиці Перемоги
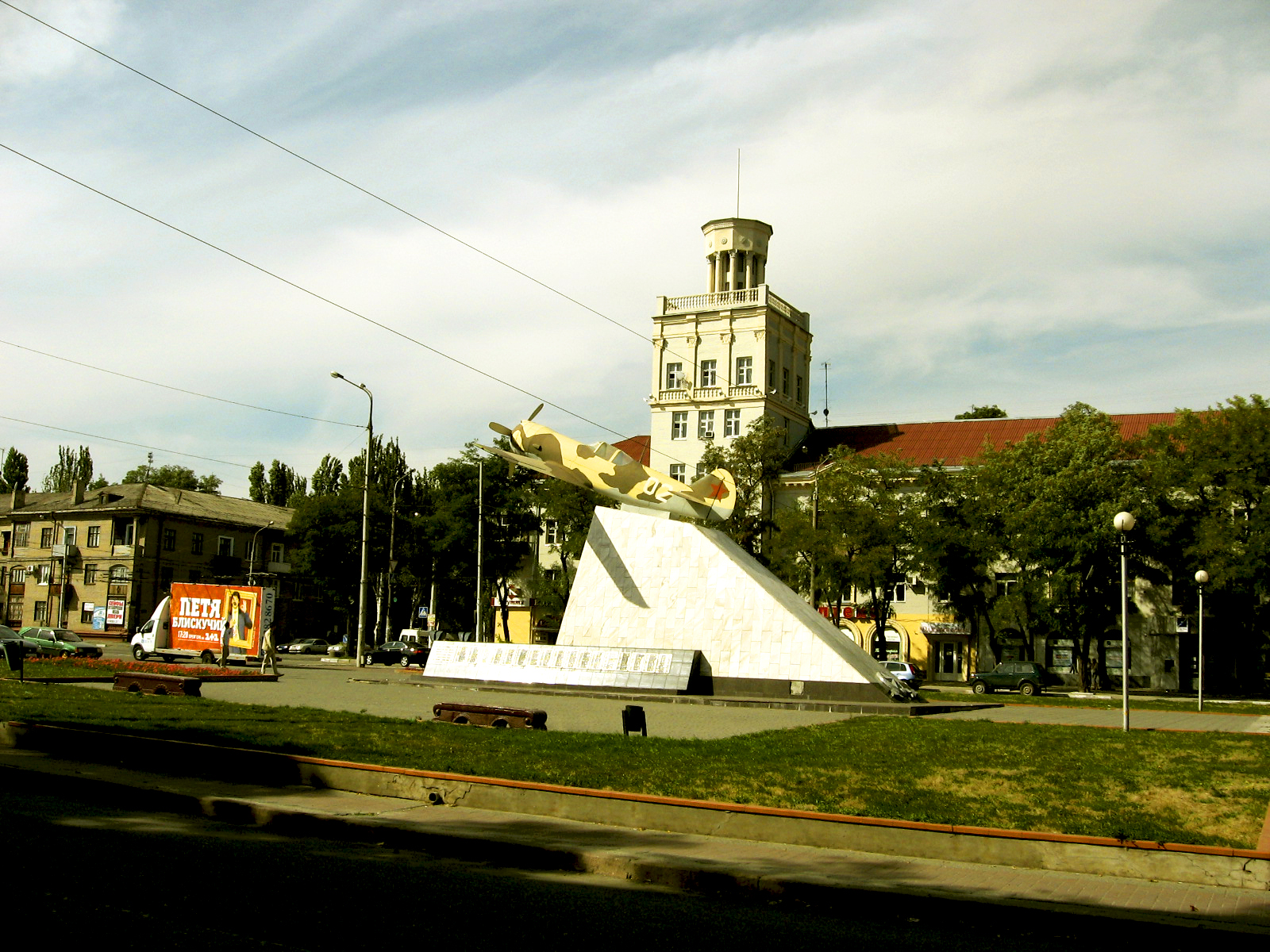
Літак У-2 (2006)
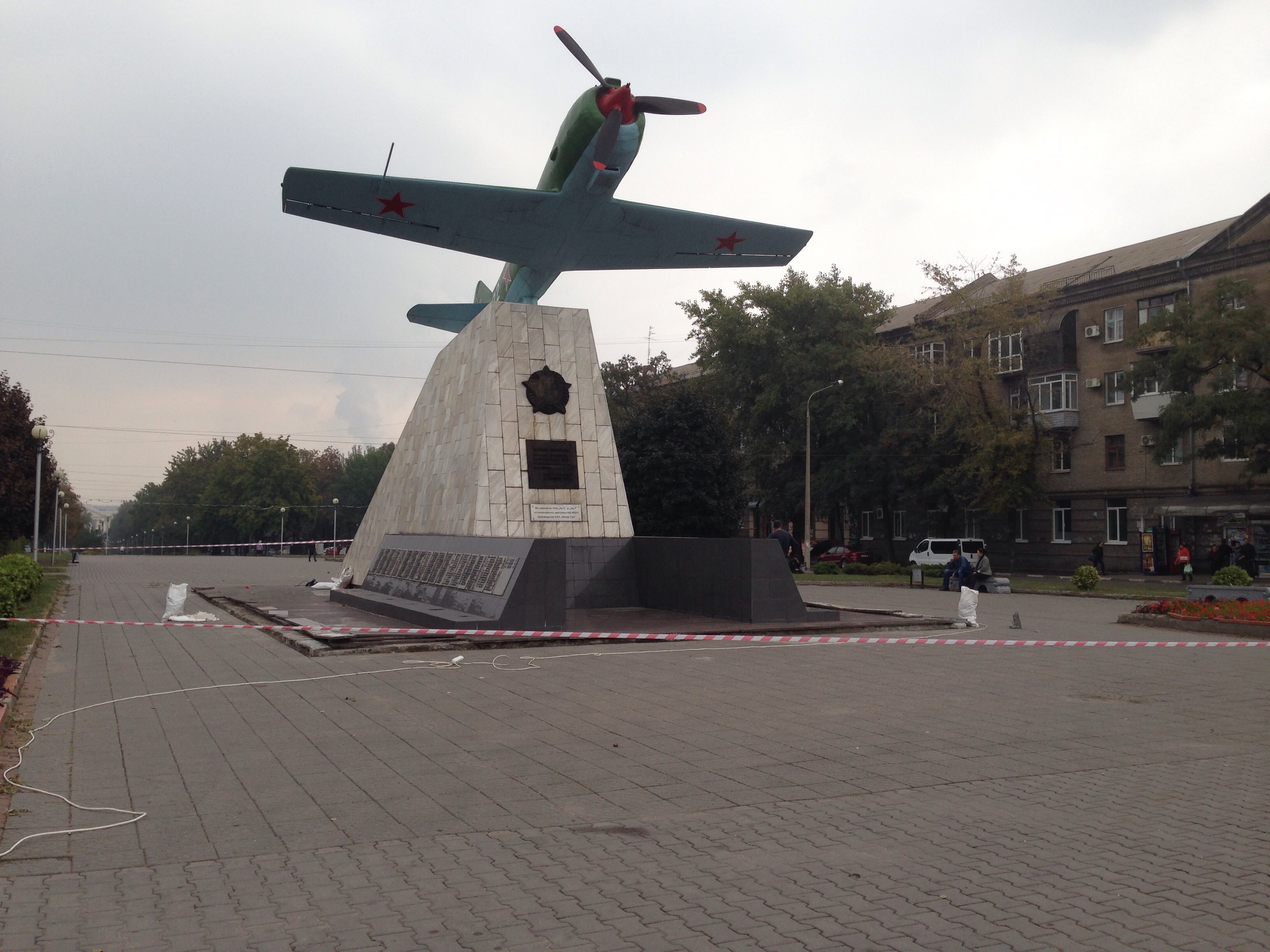
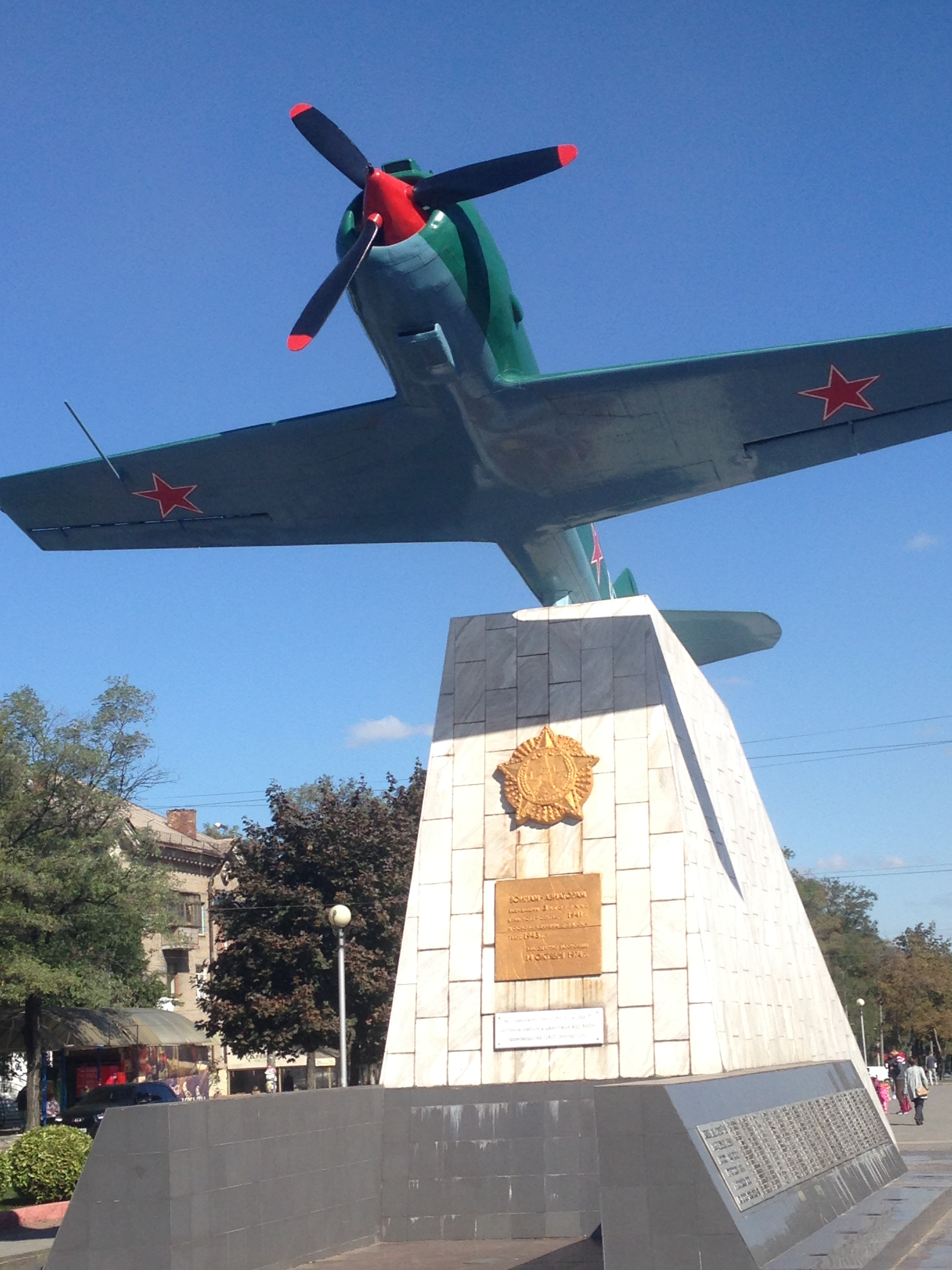
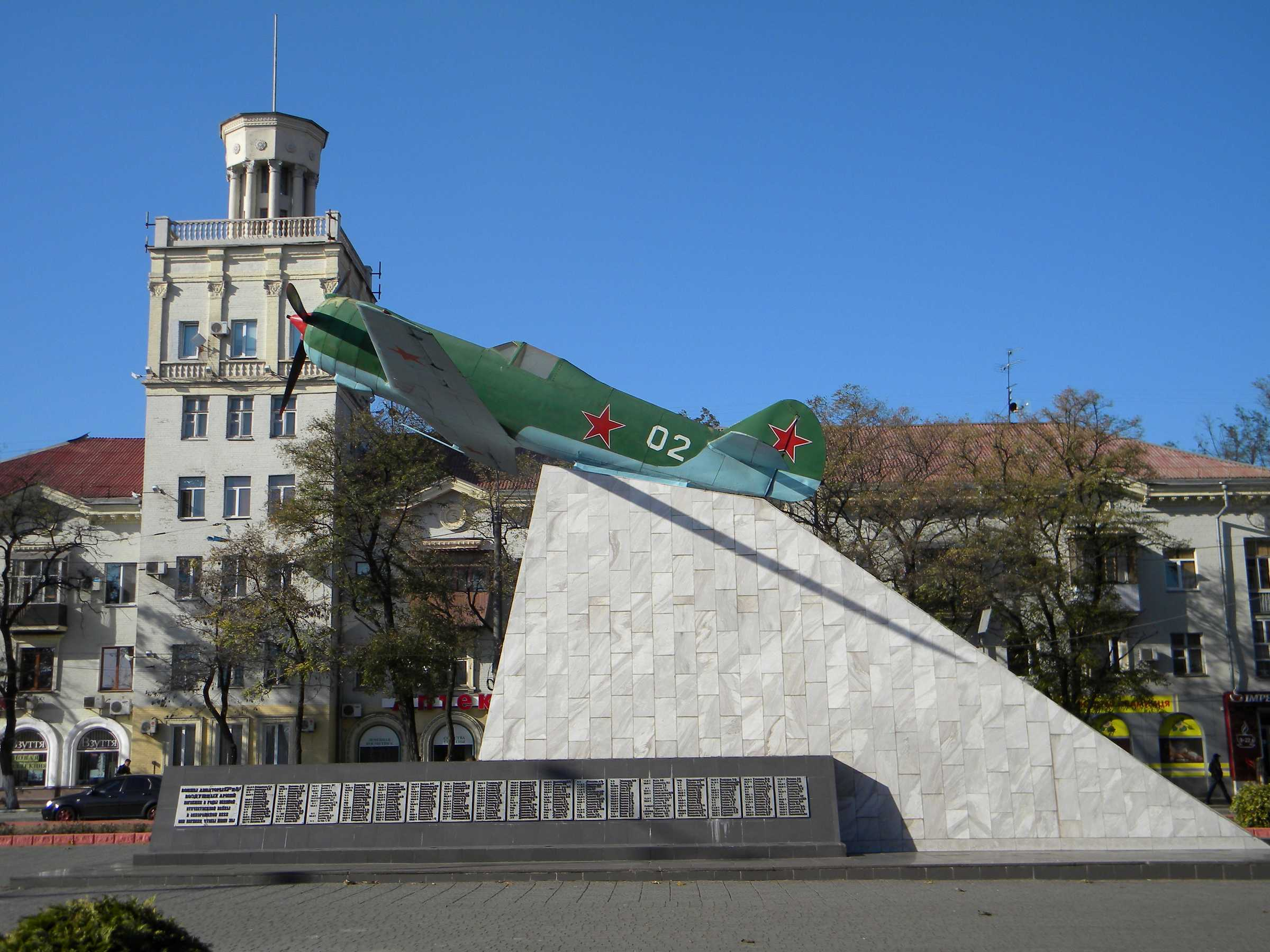
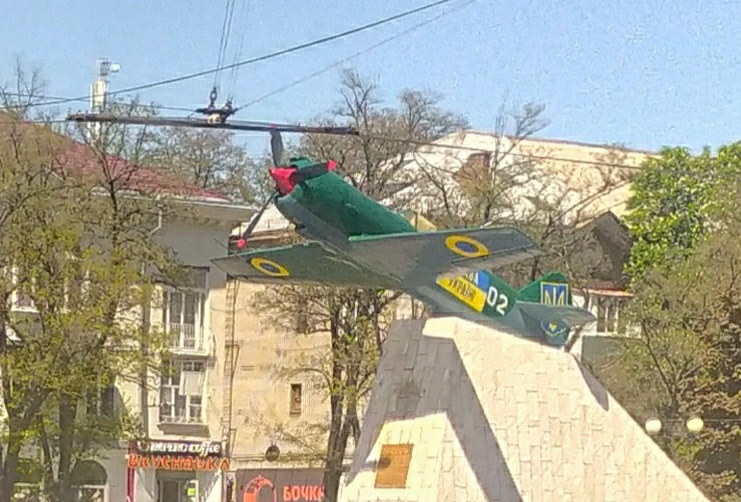
Літак Ла-5 (2022)

У 2002 році, за ініціативою тодішнього мера Запоріжжя Олександра Поляка, на бульварі Шевченка споруджена мережа фонтанів та «Годинник закоханих» (офіційно відкритий 14 лютого 2002 року). Спочатку для годинника, прикрашеного гербом Запоріжжя, планувалася роль міських «курантів», але потім їх вирішили зробити музичними, який запрацював 13 січня 2003 року. Наразі щогодини хронометр програє уривок з пісні «Коли весна прийде, не знаю…», що вважається неофіційним гімном Запоріжжя (з художнього фільму «Весна на Зарічній вулиці»). А «закоханим» годинник став після того, як молодята узяли за традицію обов'язково біля них фотографуватися.
У 2005 році, на перетині бульвару Шевченка та вулиці Перемоги, було відкрито пам'ятник до 60-ї річниці Перемоги у Другій світовій війні.
У 2011 року збудований 17-поверховий чотиризірковий готель та бізнес-центр «Khortitsa Palace», який розташований наприкінці бульвару з краєвидом на Дніпро, Набережну та острів Хортиця.
У травні 2022 року, через повномасштабне російське вторгнення в Україну, яке досі триває, Вознесенівському районна адміністрація декомунізувала цей літак. На ньому прибрані усі радянські елементи, зроблені написи «Слава Україні», а на самому постаменті — «Все буде Україна».

Хортиця-Палац
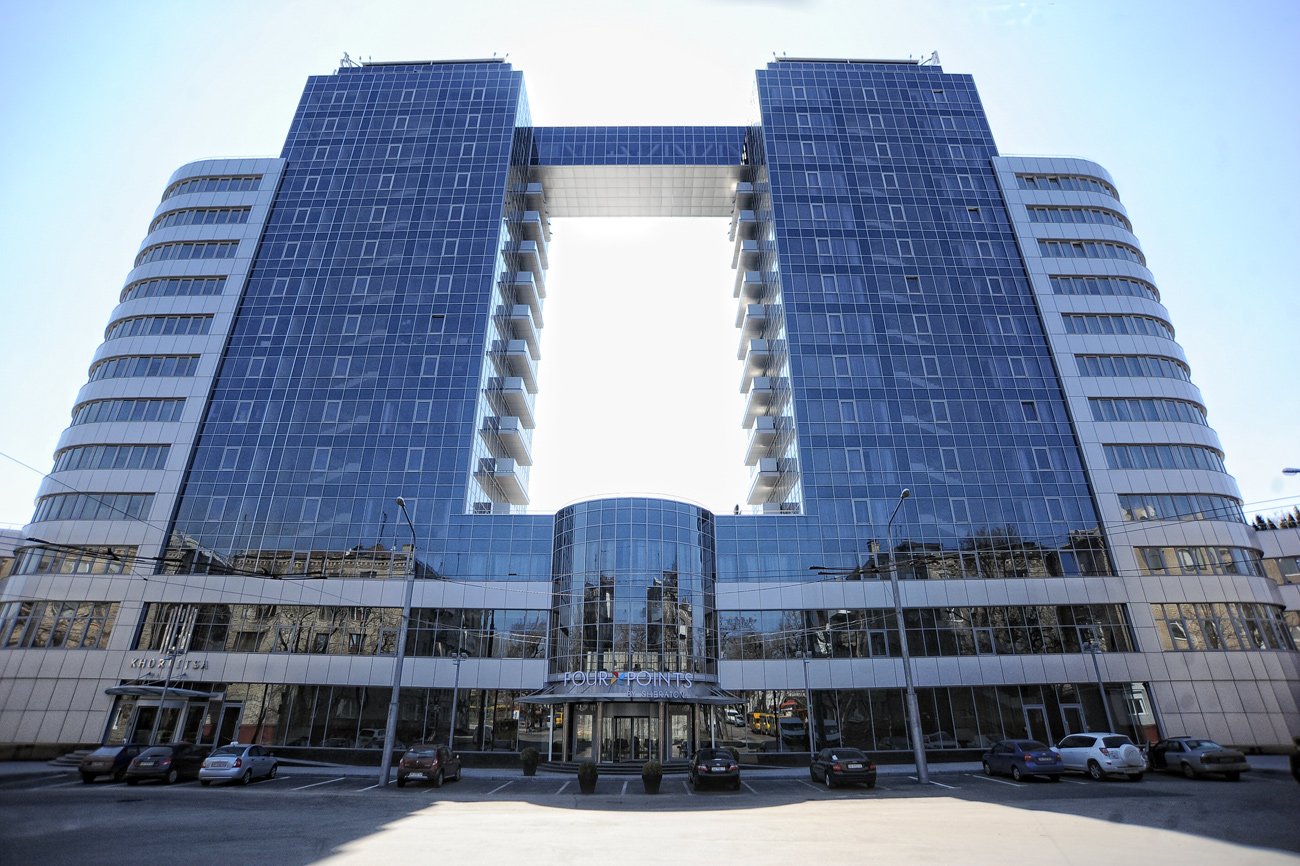
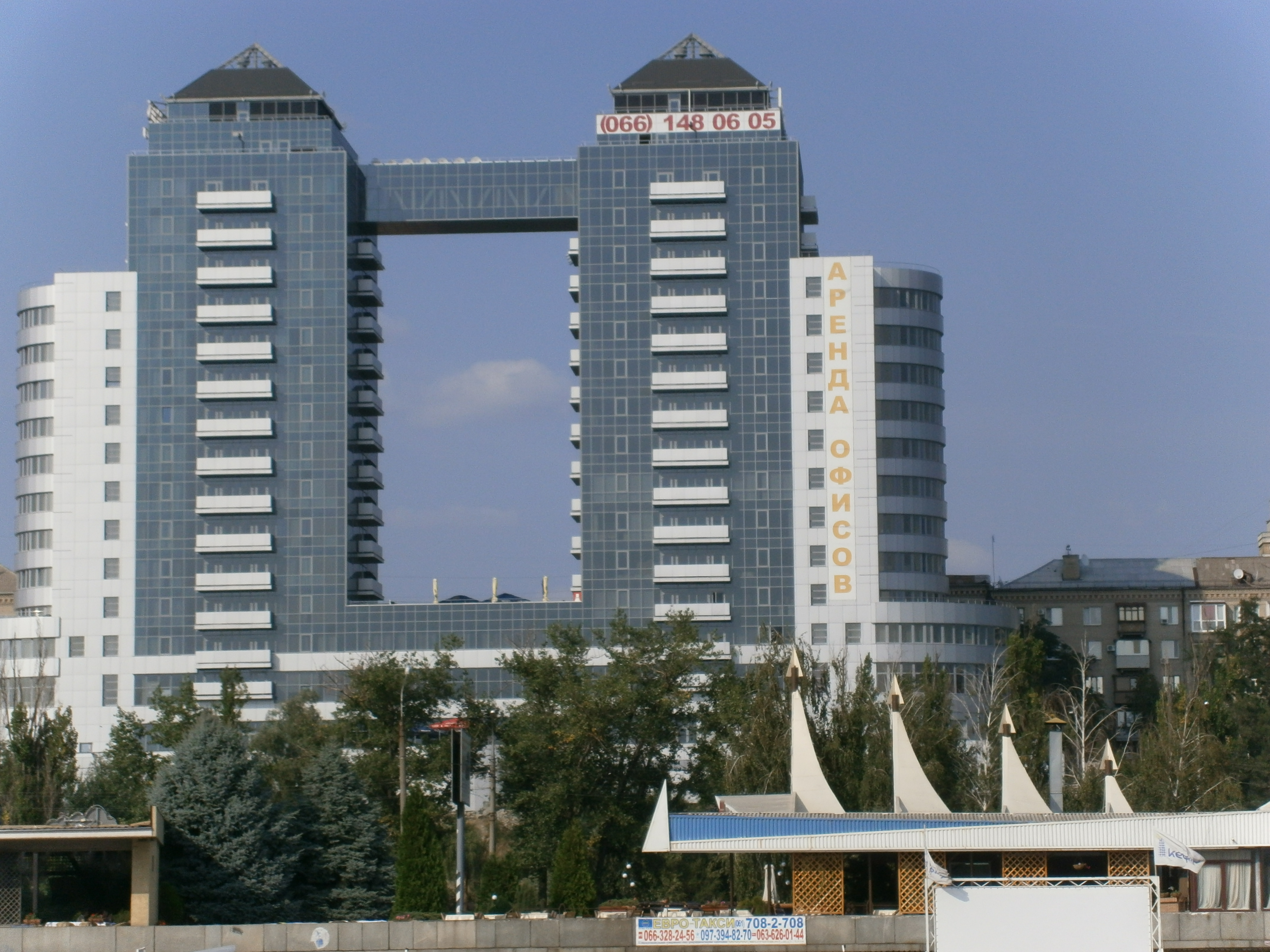
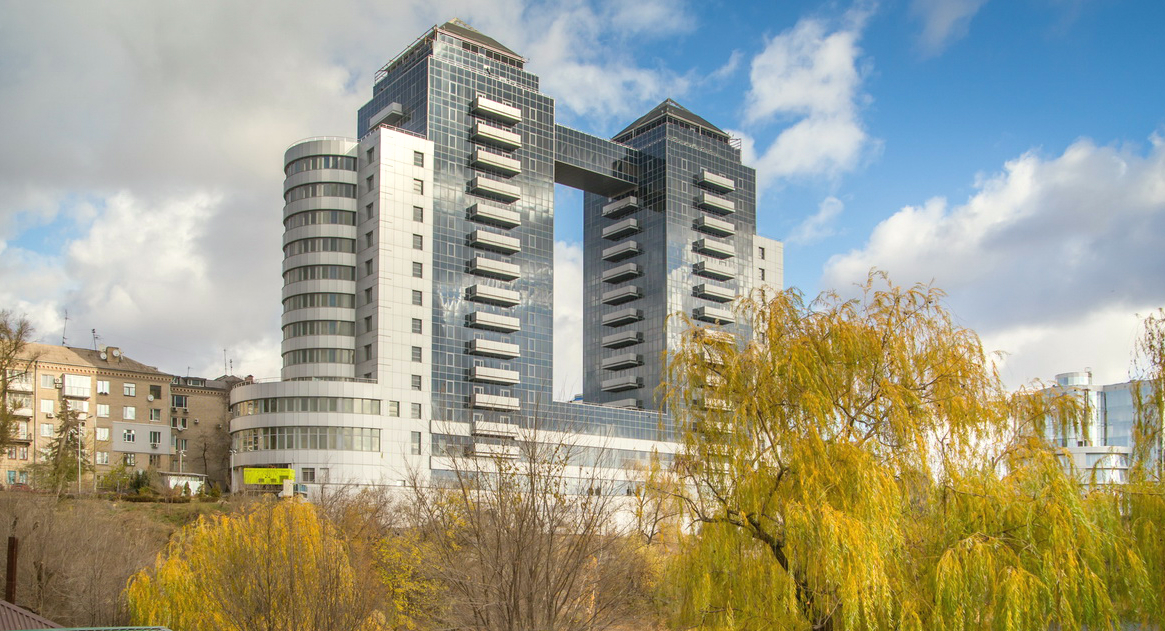
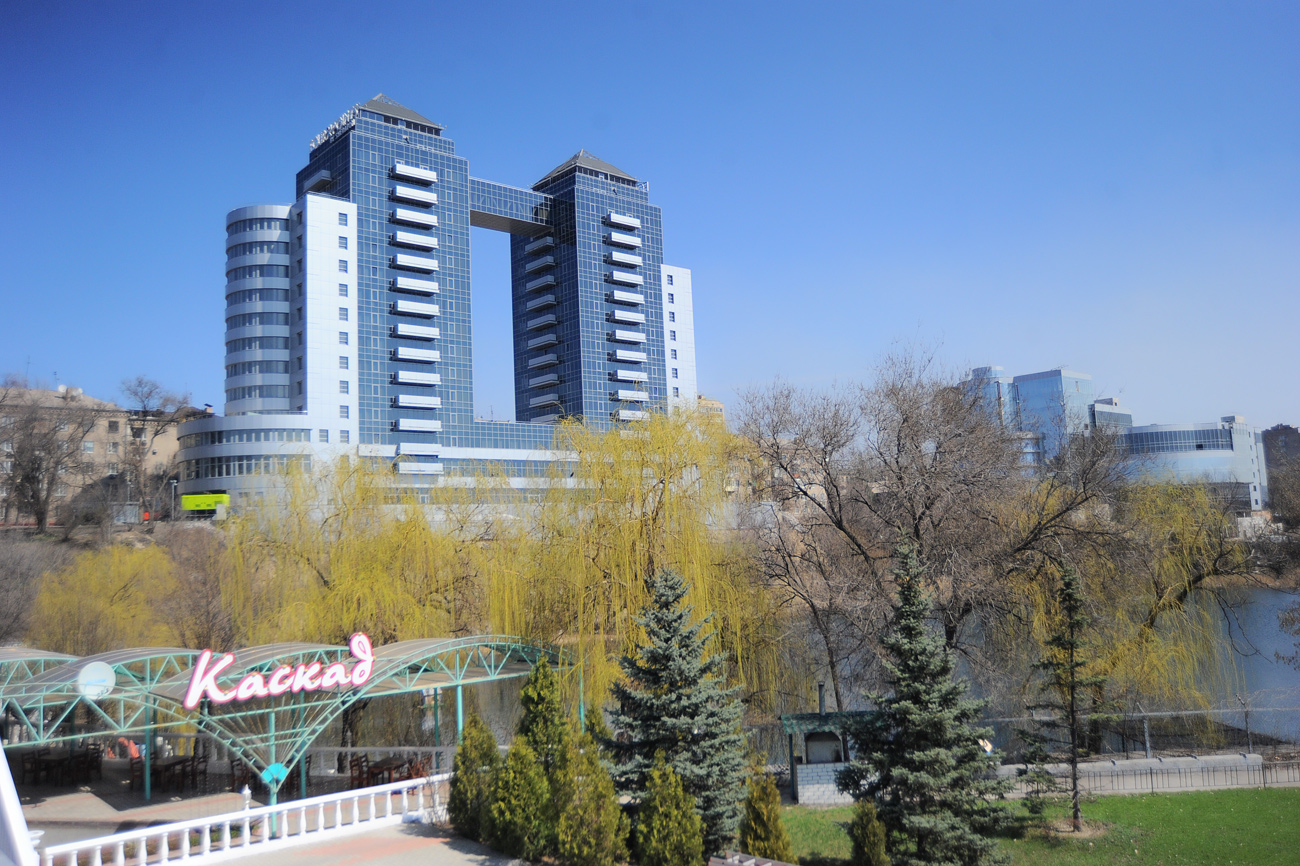

14 лютого 2019 року на бульварі Шевченка навпроти Запорізької міської ради та біля «Годинника закоханих» встановлено Стелу закоханих, яка представляє прямокутну фігуру з серцем та Купідоном нагорі. У скульптурі вбудований барабан, покрутивши який є можливість побачити «пророкування», що очікує закоханих: дружба, любов, поцілунок, подарунок, побачення або весілля. Відкриття стели відбулося під час заходу щодо встановлення рекорду Запоріжжя за кількістю одночасно пар, що цілуються, а також за тривалістю поцілунків.

## Світлини

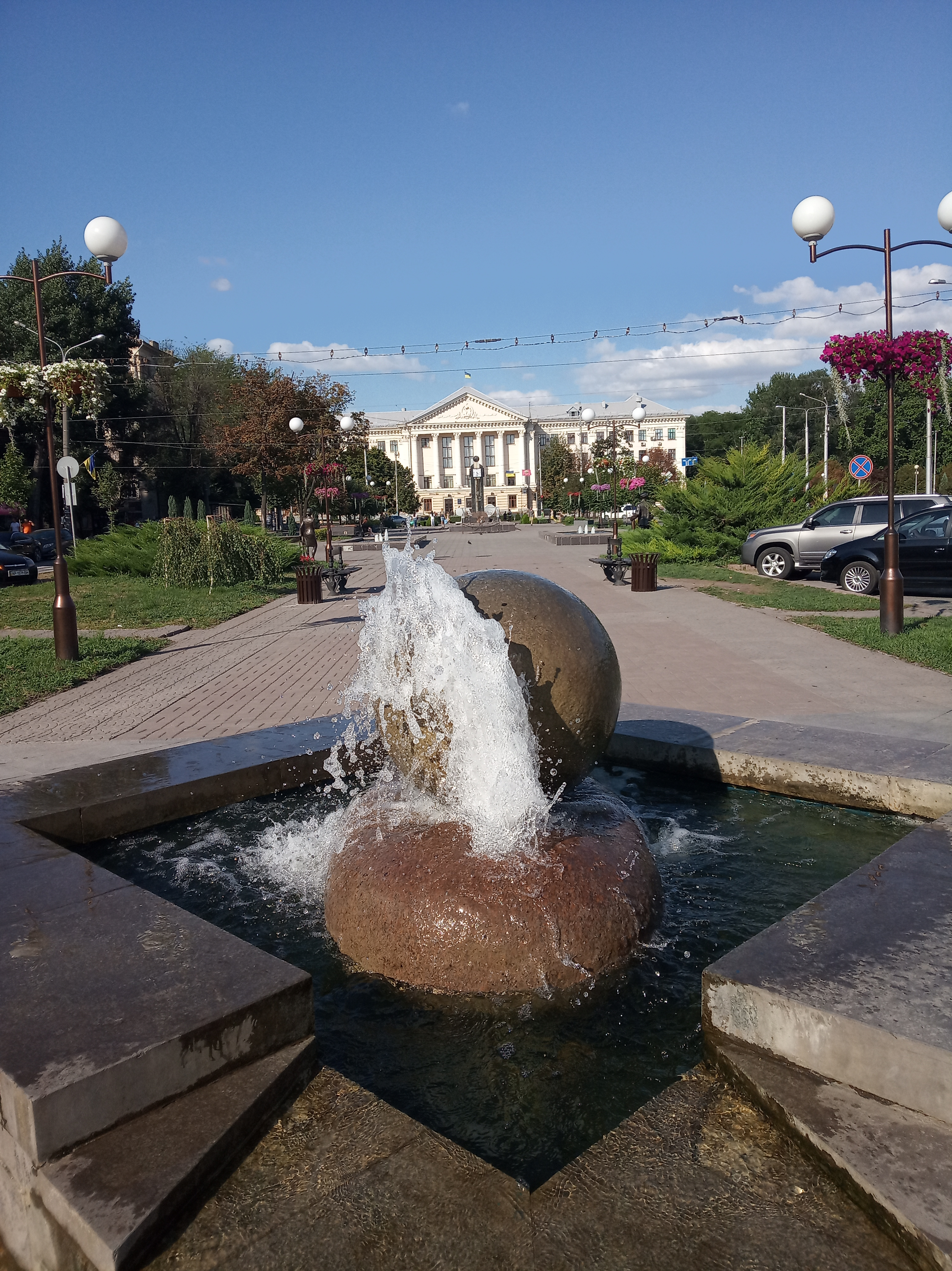
Фрагмент фонтану на бульварі Шевченка
«Годинник закоханих»
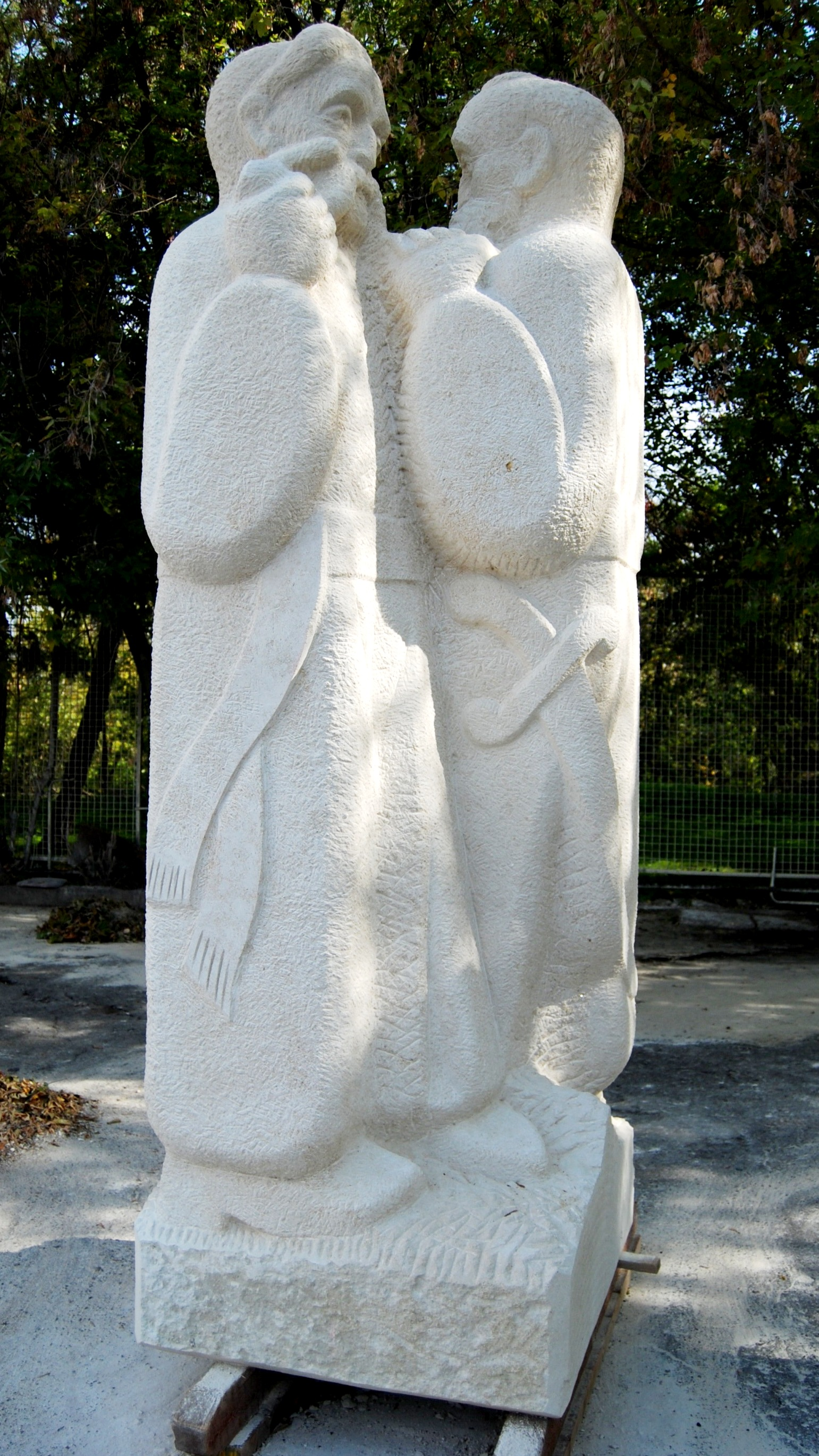
Скульптура «Побратими» (2013)
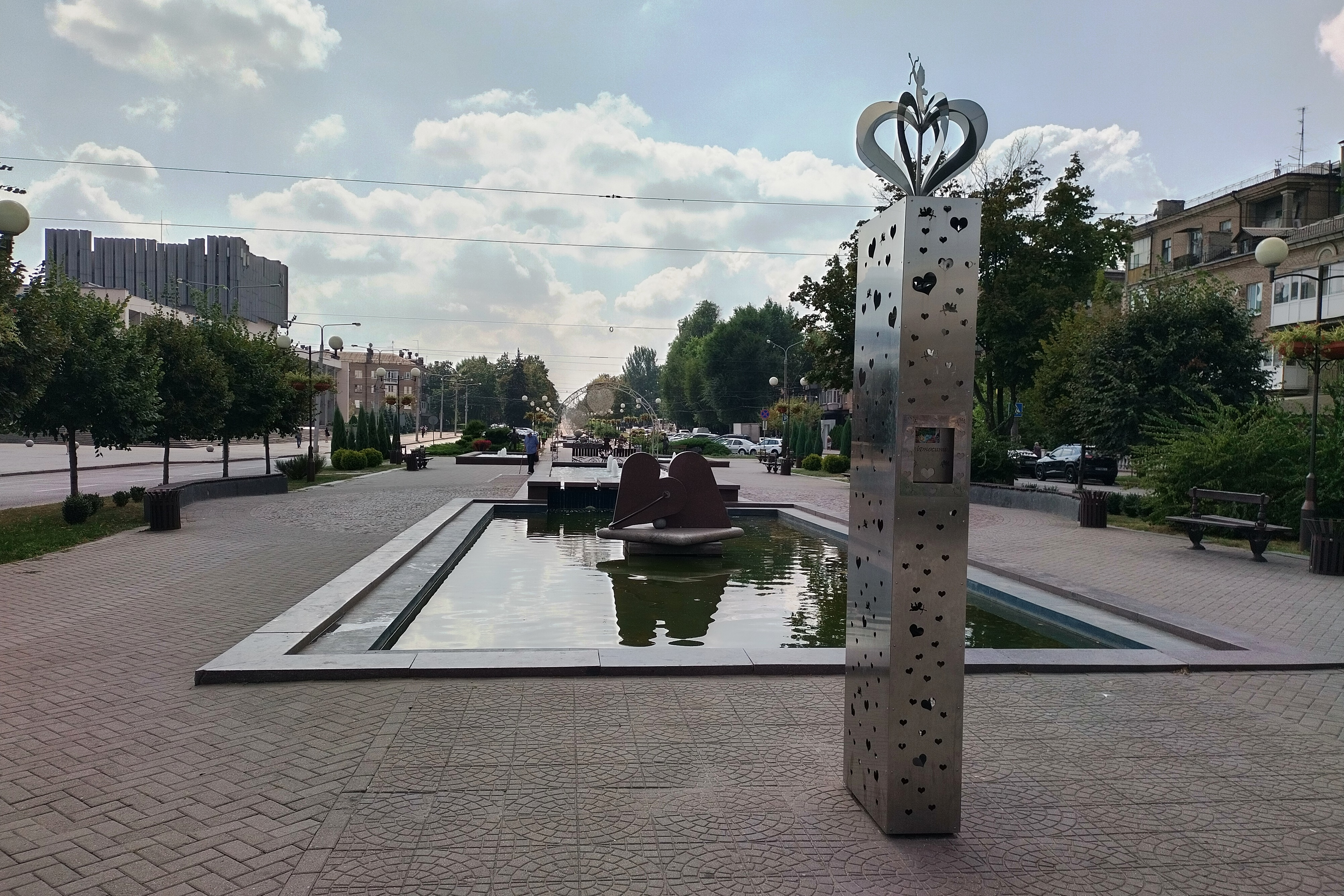
Стела закоханих